# Marietta mexicana
Marietta mexicana  (лат.) — вид паразитических наездников рода Marietta семейства афелиниды (Aphelinidae). Неарктика, Неотропика, Япония.

## Описание
Мелкие паразитические наездники. Длина около 1 мм. Тело с тёмными отметинами. От близких видов отличаются узким скапусом усиков (более чем в 3 раза длиннее своей ширины) с двумя чёрными отметинами. 
Усики самок состоят из 6 члеников (1,1,3,1), а у самцов — из 5-6 члеников. Переднеспинка и бока среднегруди цельные. Паразитируют (в качестве вторичных паразитов, гиперпаразитоиды) на кокцидах из семейств Coccidae (Ceroplastes rubens, Coccus hesperidum, C.  pseudomagnoliarum, C. viridis, Lecanium nigrofasciatum, Mesolecanium  nigrofasciatum, Parasaissetia  nigra, Saissetia oleae) и Diaspididae (Aonidiella citrina, Chionaspis  americana, Ch. furfura).
Вид был впервые описан в 1895 году американским энтомологом Л. Ховардом (Leland O. Howard (1857–1950); США).